# Bataille de Leça
Crise portugaise de 1383-1385
Batailles
La bataille de Leça a eu lieu en 1384 le long de la rivière Leça dans le cadre de la crise portugaise de 1383-1385. Elle opposa une puissante armée portugaise à un contingent castillan commandé par l'archevêque de Saint-Jacques-de-Compostelle. Ce dernier avait été envoyé par Jean Ier de Castille conquérir la ville portugaise de Porto. Les forces portugaises, initialement très réduites, reçurent de nombreux renforts depuis Lisbonne et purent ainsi empêcher les Castillans d'attaquer Porto.